# Мондидье (округ)
Мондидье (фр. Arrondissement de Montdidier) — округ во Франции, один из округов в регионе О-де-Франс. Департамент округа — Сомма. Супрефектура — Мондидье.
Население округа на 2013 год составляло 47 469 человек. Плотность населения составляет 60 чел./км². Площадь округа составляет 787,22 км².

## Состав
Кантоны округа Мондидье (с 1 января 2017 года):
- Аи-сюр-Нуа (частично)
- Морёй (частично)
- Руа

Кантоны округа Мондидье (с 22 марта 2015 года по 31 декабря 2016 года):
- Аи-сюр-Нуа (частично)
- Ам (частично)
- Морёй (частично)
- Руа

Кантоны округа Мондидье (до 22 марта 2015 года):
- Аи-сюр-Нуа
- Мондидье
- Морёй
- Розьер-ан-Сантерр
- Руа